# 劍吉站
劍吉站（日语：／ Kenyoshi eki */?）是位於日本青森縣三戶郡南部町，屬於青森鐵道青森鐵道線的鐵路車站。本站在青森鐵道成立前先後由日本國有鐵道及JR東日本的東北本線所經營，並曾為特別急行列車「初雁」部分班次的停靠站。

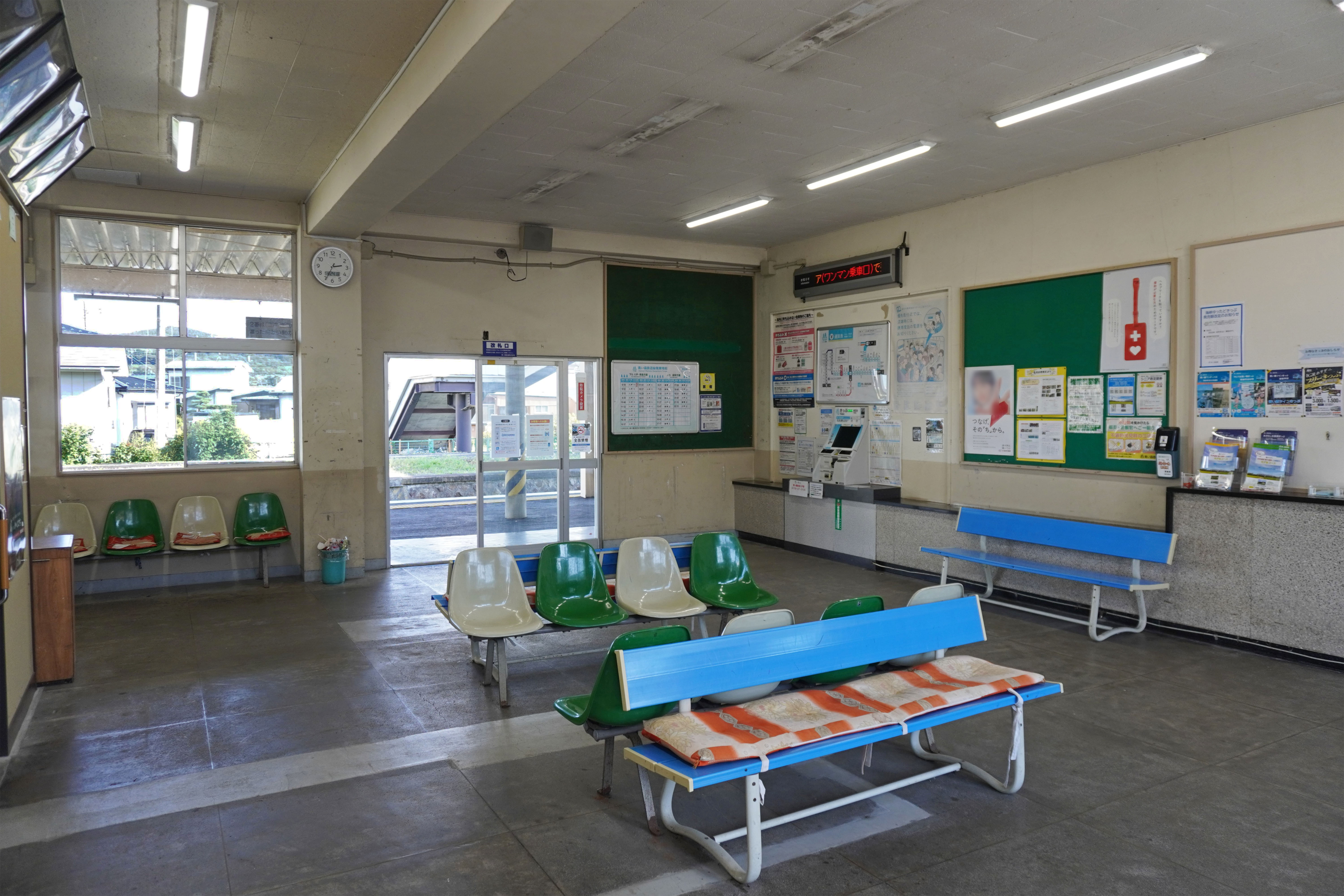
車站內部（2023年9月）

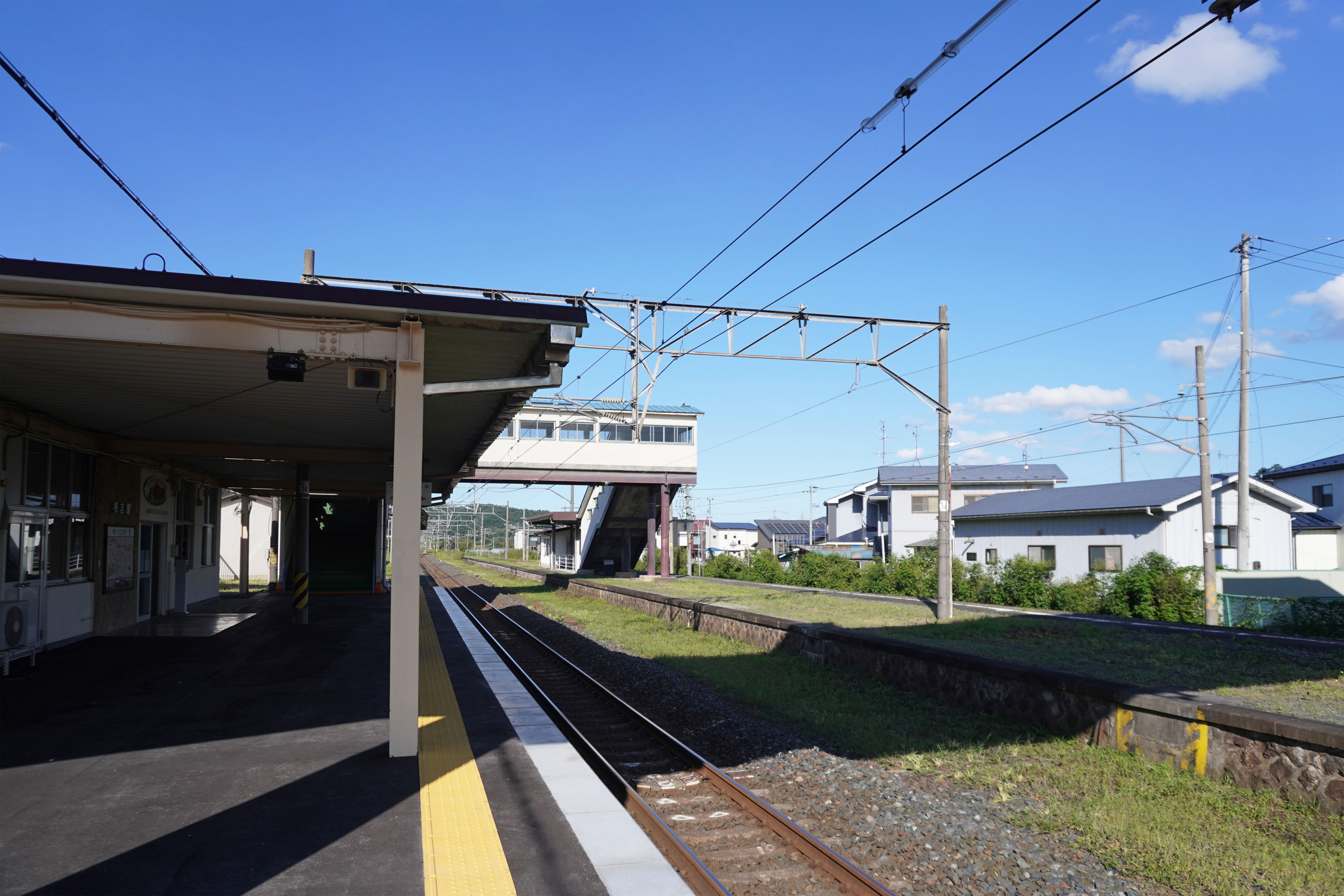
月台（2023年9月）

## 車站結構
本站為地面車站，設有2面2線的單式月台，月台之間透過跨線橋連接。此站於國鐵及JR管轄時期曾設有中線作待避線之用，過渡至青森鐵道後，該中線及原有的2號月台被同時撤去，原3號則改成2號月台至今。站內設有站務窗口及自動售票機。

### 月台配置
| 月台 | 路線        | 方向 | 目的地         |
| ---- | ----------- | ---- | -------------- |
| 1    | ■青森鐵道線 | 下行 | 八戶、青森方向 |
| 2    | ■青森鐵道線 | 上行 | 三戶、盛岡方向 |

## 車站周邊
- 青森銀行劍吉支店
- 青森縣道155號劍吉停車場線
- 國道104號
- 名川郵政局
- 南部町立劍吉小學
- 南部町役場劍吉支所・劍吉公民館
- 南部藝能傳承館
- 馬淵川

## 歷史
- 1897年7月1日 - 此站由日本鐵道開業。
- 1906年11月1日 - 日本鐵道被日本政府根據《鐵道國有法》而收歸國有，遂成為日本國有鐵道旗下的車站。
- 1971年10月1日 - 本站拆除貨物裝卸專用線。
- 1982年11月15日 - 貨物裝卸完全廢止。特急「初雁」部分班次開始於此站停車。
- 1983年2月1日 - 本站簡易委託化，本站改由八戶站長指派管理。
- 1987年4月1日 - 國鐵分割民營化，本站由JR東日本繼承經營。
- 1993年 - 特急「初雁」不再於本站停車。
- 2002年12月1日 - 東北新幹線至八戶車站的延伸工程完成，JR東日本由即日起將東北本線之盛岡車站至八戶車站間廢止，並把此線路區間移交至青森鐵道管理。
- 2010年12月4日 - 本站直營化，設置自動入閘機。

## 相鄰車站
青森鐵道
■青森鐵道線
諏訪平－劍吉－苫米地

## 外部連結
- 青森鐵道劍吉站（页面存档备份，存于）（日語）
- 青森県南部町（剣吉）ライブカメラ